# Fröhlenhausen
Fröhlenhausen war eine Hofschaft und späterer Industrieort in Hückeswagen im Oberbergischen Kreis im Regierungsbezirk Köln in Nordrhein-Westfalen (Deutschland). Die Hofschaft wurde für den Bau der Bevertalsperre 1898 abgetragen und der Standort ist heute überflutet.

## Lage und Beschreibung
Fröhlenhausen lag im Tal der Bever im östlichen Hückeswagen nahe der Stadtgrenze zu Wipperfürth. Nachbarorte waren Käfernberg, Wefelsen, Großberghausen, Ober- und Niederlangenberg, auf Hückeswagener und Oberröttenscheid auch Wipperfürther Stadtgebiet. Ebenfalls im Rahmen des Talsperrenbaus abgegangen sind die benachbarten Rasselstein, Rotterdam und Gillesbever.

## Geschichte
1513 wurde der Ort das erste Mal urkundlich erwähnt und zwar in einer „Spendenliste für den Marienaltar der Hückeswagener Kirche“. Die Schreibweise der Erstnennung war Frölenhausen. Die Karte Topographia Ducatus Montani aus dem Jahre 1715 zeigt den Hof als Frielenhusen. Im 18. Jahrhundert gehörte der Ort zu der Berghauser Honschaft im bergischen Amt Bornefeld-Hückeswagen. 1753 errichtete Johann Flender, der in der Region zahlreiche Fabrikationsstätten besaß, im Ort einen Reckhammer.
1815/16 lebten 15 Einwohner im Ort. 1819 erstellte der Landrat des Kreises Lennep für die königliche Regierung in Düsseldorf ein Verzeichnis über die stillgelegten oder umgewandelten Wassertriebwerke im Kreis. Aus ihr geht hervor, dass zwei Eisenhämmer des Peter Johann Flender (Sohn von Johann Flender) in Fröhlenhausen wohl bereits seit 1804 außer Betrieb waren.
Die Topographische Aufnahme der Rheinlande von 1824 zeigt den Ort und die Preußische Uraufnahme von 1844 als Fröhlenhausen.
1832 gehörte Fröhlenhausen weiterhin der Berghauser Honschaft an, die ein Teil der Hückeswagener Außenbürgerschaft innerhalb der Bürgermeisterei Hückeswagen war. Der laut der Statistik und Topographie des Regierungsbezirks Düsseldorf als Handwerkerwohnung und Eisenhammer kategorisierte Ort besaß zu dieser Zeit vier Wohnhäuser, zwei Eisenhämmer und vier landwirtschaftliche Gebäude. Zu dieser Zeit lebten 31 Einwohner im Ort, davon vier katholischen und 27 evangelischen Bekenntnisses. Die Gebrüder Flender waren in diesem Jahr Eigentümer einer Scheune, dreier Hausplätzen und der zwei Eisenhämmer.
1835 wird einer der beiden Hämmer als Reckhammer betrieben. Er besaß zwei oberschlächtige Wasserräder. 1839 sind zwei Raffinierstahl-Hämmern der Gebrüder Flender verzeichnet. 1847 ist der Betrieb einer Knochenmühle belegt.
Im Gemeindelexikon für die Provinz Rheinland werden 1885 zwei Wohnhäuser mit 26 Einwohnern angegeben. Der Ort gehörte zu dieser Zeit zur Landgemeinde Neuhückeswagen innerhalb des Kreises Lennep. 1895 besitzt der Ort zwei Wohnhäuser mit zehn Einwohnern.
1898 wurde die alte Bevertalsperre aufgestaut. Fröhlenhausen wurde im Rahmen des Talsperrenbaus niedergelegt und überflutet.